# Cachoeiras de Sangue

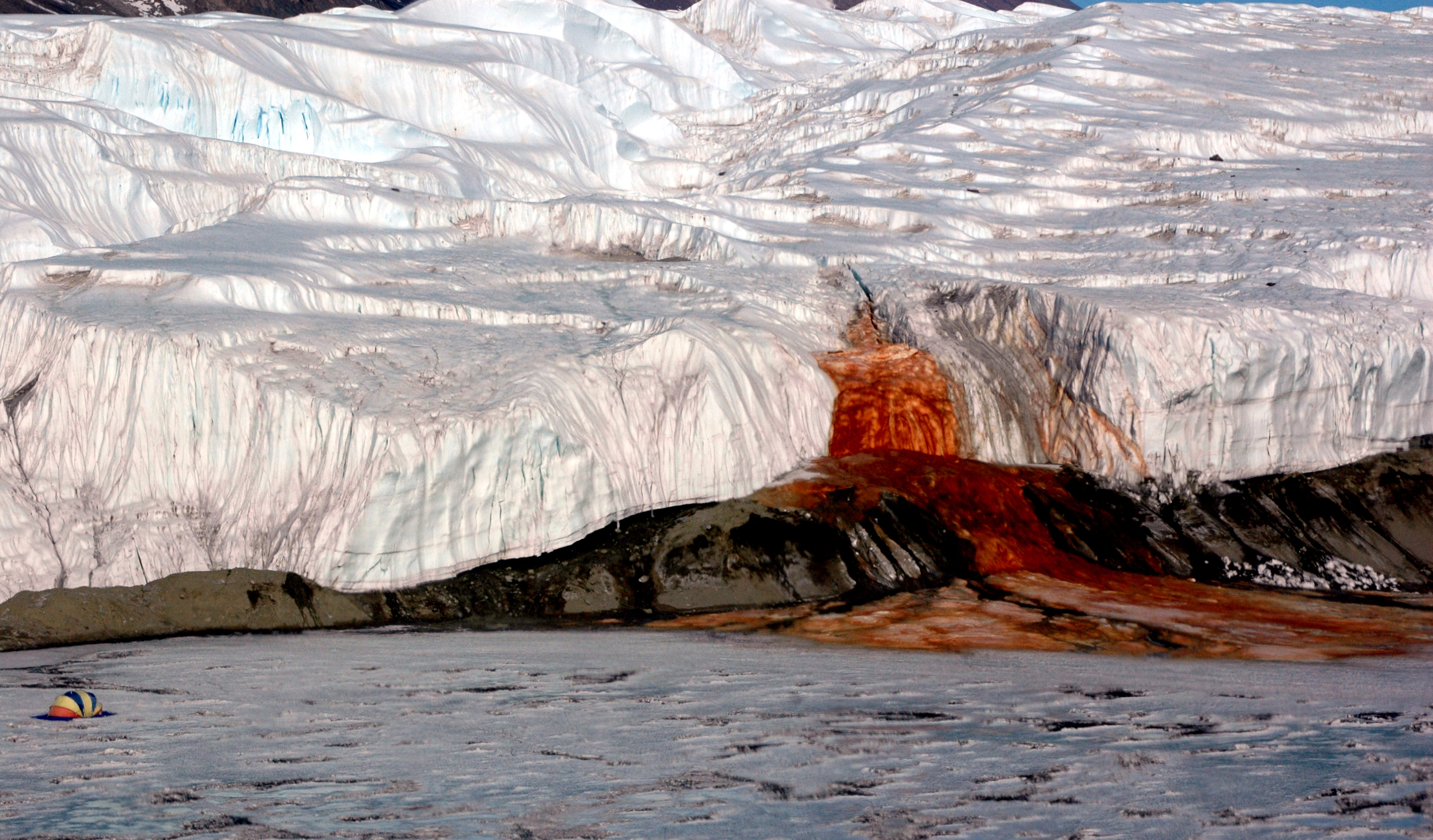
Vista das Cachoeiras de Sangue.

Cachoeiras de Sangue (Blood Falls, em inglês) é uma escorrência de água salgada colorida por óxido de ferro, que ocorre na extremidade da geleira de Taylor e que dispersa sobre a superfície do lago Bonney, nos vales secos de McMurdo.
Óxidos de ferro hidratados depositam-se sobre o gelo, após a oxidação dos iões ferrosos presentes na água salgada. Os iões ferrosos estão dissolvidos em água salgada de uma antiga "bolsa" do oceano Antártico, formada quando um fiorde foi bloqueado por um glaciar há cerca de 2,5 milhões de anos. Como resultado, desenvolveu-se um raro ecossistema subglacial de bactérias autotróficas que metabolizam os iões férrico e sulfato.